# Sorina Grozav
Marina Sorina Grozav (geboren am 27. Mai 1999 in Râmnicu Vâlcea als Marina Sorina Tîrcă) ist eine rumänische Handballspielerin.

## Vereinskarriere
Grozav, die auf der Spielposition Linksaußen eingesetzt wird, spielte bei CSM Corona Brașov, von wo sie im Jahr 2021 zu Rapid Bukarest wechselte. Im Sommer 2025 wird sie zum CSM Corona Brașov zurückkehren.
Mit den Teams aus Brașov und Bukarest nahm sie an europäischen Vereinswettbewerben teil.

## Auswahlmannschaften
Sie stand im Aufgebot der rumänischen Nachwuchsauswahlen. Für die rumänische Nationalmannschaft lief sie bei der Europameisterschaft 2022 auf, in sechs Spielen warf sie 25 Tore.

## Privates
Ihre Mutter Mariana Tîrcă spielte ebenfalls Handball. Seit Mai 2022 ist sie mit dem Fußballnationalspieler Gicu Grozav verheiratet.